# Sachs Roadster 125 V2
Die Sachs Roadster 125 V2 ist ein Leichtkraftrad der Marke Sachs Bikes des Nürnberger Unternehmens Sachs Fahrzeug- und Motorentechnik GmbH (Heute SFM GmbH).

## Verbrauch
Die Sachs Roadster 125 V2 hat ein Tankvolumen von 20 Litern. Mit einem theoretischen Verbrauch von 3,5 l pro 100 km hat sie eine Reichweite von 570 km.

## Motor
Bei dem Motor handelt es sich um den Yamaha 5AJ aus der Yamaha XV 125 Virago. Durch einen modifizierten Ansaugtrakt wurde die Leistung jedoch gesteigert.
- Bauart: luftgekühlter Zweizylinder-V-60°-Viertakt-Ottomotor
- Steuerung: OHC mit Kette und Kipphebel, Zweiventiler
- Ventilspiel (kalt): Einlass 0,08–0,12 mm/ Auslass 0,10–0,14 mm
- Hubraum: 124 cm³
- Bohrung: 41,0 mm
- Hub: 47,0 mm
- Verdichtungsverhältnis: 10,7:1
- Leistung: 10 kW bei 9500/min
- Drehmoment: 9,95 Nm bei 9000/min
- Zündung: kontaktlos gesteuerte CDI-Zündanlage mit digitaler Zündverstellung

## Technische Daten
- Länge: 2110 mm
- Breite: 830 mm
- Größte Höhe (ohne Rückspiegel): 1065 mm
- Sitzhöhe: 760 mm
- Sitzbanklänge: 670 mm
- Achsabstand: 1495 mm
- Trockengewicht: 133 kg
- Zulässiges Gesamtgewicht: 340 kg
- Gesamtzuladung: 192 kg
- Höchstgeschwindigkeit: 103 km/h

## Schmier- und Betriebsstoffe
- Tankinhalt: 20 l, davon 3 l Reserve
- Teleskopgabelöl: Viskosität SAE 10 W Castrol
- Füllmenge pro Gabelholm: 280 cm³
- Motoröl: SAE 10 W 40 Castrol
- Ölmenge: 1700 cm³
- Bremsflüssigkeit: DOT 4: Castrol